# Ctenocella lyra
Ctenocella lyra is een zachte koraalsoort uit de familie Ellisellidae. De koraalsoort komt uit het geslacht Ctenocella. Ctenocella lyra werd in 1919 voor het eerst wetenschappelijk beschreven door Toeplitz. 